# Шивачево
Шива́чево (болг. Шивачево) — місто в Сливенській області Болгарії. Входить до складу общини Твирдиця.

## Населення
За даними перепису населення 2011 року у місті проживали 3648 осіб.
Національний склад населення міста:
| Національність   | Кількість осіб | Відсоток |
| ---------------- | -------------- | -------- |
| болгари          | 2317           | 69,2 %   |
| цигани           | 986            | 29,5 %   |
| турки            | 28             | 0,8 %    |
| інша             | 7              | 0,2 %    |
| не визначились   | 10             | 0,3 %    |
| Всього відповіли | 3348           |          |

Розподіл населення за віком у 2011 році:
Динаміка населення: